# Konstnärsföreningen Alka
Konstnärsföreningen Alka är en förening grundadad 1965 i Linköping. Föreningen kallades först Linköpingskonstnärerna. Sitt nuvarande namn tog föreningen 1992 efter en flytt från centrala Linköping till industriområdet Wahlbecks park på Svea trängkårs tidigare område utanför stadskärnan.
Föreningen hade under sina första år fokus på utställningsverksamhet. I samarbete med Linköpings kommun drevs en konsthall. I de nuvarande lokalerna finns främst ateljéer, snickeri, fotolabb men även plats för utställningar, studiebesök och seminarier.